# Hellbilly Deluxe 2
Hellbilly Deluxe 2 (con nombre completo Hellbilly Deluxe 2: Noble Jackals, Penny Dreadfuls, and the Systematic Dehumanization of Cool) es el cuarto álbum de estudio en solitario del exvocalista de White Zombie Rob Zombie. es una secuela del álbum debut Hellbilly Deluxe. Fue lanzado el 2 de febrero de 2010, a través de Roadrunner Records. Se trata del primer álbum con Piggy D. con la banda después de reemplazar al bajista Rob Nicholson en 2007.

## Antecedentes
Rob Zombie terminó de grabar el disco antes de terminar el 2008, pero el lanzamiento se retrasó hasta el 2009 debido a sus compromisos con la película Halloween II, y se volvió a retrasar hasta febrero de 2010 por la falta de promoción. De acuerdo con Zombie, no hubo tiempo para adelantar el lanzamiento del disco para la prensa ni siquiera para hacer un vídeo musical para su primer sencillo. Inicialmente el disco iba a ser lanzado a través de Geffen Records, el sello de 18 años de Zombie durante White Zombie, pero se lanzó con Roadrunners Records/Loud & Proud Records.
Hellbilly Deluxe 2 es también el primer disco con el que trabajó con toda su banda de gira completa. Álbumes anteriores habían sido escritas y grabadas por él mismo junto con músicos de apoyo.
Rob Zombie contó con Dan Brereton (el creador de Nocturnals), Alex Horley (de Image Comics y DC Comics), y David Hartman (artista de storyboards) para diseñar la portada. La artista británica de Dark, Horror, Ciencia Ficción y Steampunk Sam Shearon, alias "Mister Sam" (Godhead, Ministry, A Pale Horse Named Death, IDW Publishing y mercancía para Iron Maiden y HIM) también contribuyó al arte del disco.
Rob Zombie inició una gira en apoyo a su nuevo álbum poco antes de su fecha de lanzamiento, cuyos teloneros del Hellbilly Deluxe 2 Tour fueron Captain Clegg & The Night Creatures, una banda ficticia de la película Halloween II. El tío Seymour Coffins, también de la película, organizó el concierto en Los Ángeles en la noche de Halloween.
La canción "What?", el primer sencillo del álbum, comenzó a transmitirse en las estaciones de radio el 6 de octubre y fue lanzado en iTunes el 13 de octubre. Otra nueva canción, "Burn", salió para el Rock Band el 27 de octubre como parte de un paquete triple, que también incluye "Dragula" y "Superbeast". "Burn" fue lanzado como descarga gratuita el 17 de diciembre de 2009 a través de la página web de la banda.

## Reedición
Tommy Clufetos, el baterista de sesión del disco, dejó la banda a principios del 2010 para tocar con Ozzy Osbourne en su álbum "Scream". Fue reemplazado inicialmente por el guitarrista de Murderdolls y exbaterista de Slipknot Joey Jordison como membro en la gira. Antes de unirse al Mayhem Festival 2010 Jordison se integró con Zombie, John 5 y Piggy D.. Estas canciones son consideradas por Zombie como "algunas de las canciones más rápidas y pesadas que no hemos grabado en mucho tiempo". John Tempesta, exmiembro de White Zombie y baterista en los primeros álbumes en solitario de Rob Zombie, iba a ser invitado para una canción llamada "Loving the Freaks" durante éstas sesiones, y Zombie confirmó que sólo quedó en una planeación debido a que se suscitaron algunos conflictos.
Las tres nuevas canciones con ésta alineación, "Devil's Hole Girls and the Big Revolution", "Michael" y "Everything Is Boring", fueron lanzados como bonus tracks en la reedición del Hellbilly Deluxe 2. La versión actualizada fue liberado el 28 de septiembre de 2010 a través de Roadrunners Records. Junto con nuevo diseño y una nueva versión de la canción "The Man Who Laughs", sobre todo por la sustitución del sólo de batería con los de guitarra. El intro para "Mars Needs Women" se separó de "Theme for an Angry Red Planet". También incluye un DVD extra con contenido de un documental de 30 minutos de la gira llamada "Transylvanian Transmissions".

## Recepción
Hellbilly Deluxe 2 recibió críticas generalmente positivas. En Metacritic el álbum obtuvo una puntuación 63/100 basándose en diez comentarios. El disco debutó en el #8 de la lista Billboard 200, vendiendo 49,000 copias en su primera semana de lanzamiento.

## Lista de canciones
Versión Original
Todas las canciones están escritas por Rob Zombie y John 5, excepto los señalados. La canción "Sick Bubblegum" contiene un sample de la película Werewolves on Wheels
1. Jesus Frankenstein
2. Sick Bubblegum
3. What?
4. Mars Needs Women
5. Werewolf, Baby!
6. Virgin Witch
7. Death and Destiny Inside the Dream Factory
8. Burn
9. Cease to Exist
10. Werewolf Women of the SS
11. The Man Who Laughs (Rob Zombie, John 5, Piggy D., Tommy Clufetos)

iTunes Bonus Tracks
1. What? (The Naughty Cheerleader mix)
2. Jesus Frankenstein (Halfway to Hell and Love It mix)
3. Sick Bubblegum (Men Or Monsters... Or Both? mix)
4. Werewolf, Baby! (Las Noches del Hombre Lobo remix (pre-order only))

Reedición
1. Devil's Hole Girls and the Big Revolution
2. Jesus Frankenstein
3. Sick Bubblegum
4. What?
5. Theme for an Angry Red Planet
6. Mars Needs Women (sin intro)
7. Werewolf, Baby
8. Everything Is Boring
9. Virgin Witch
10. Death and Destiny Inside the Dream Factory
11. Burn
12. Cease to Exist
13. Werewolf Women of the SS
14. Michael
15. The Man Who Laughs (nueva versión)

DVD
1. Mars Needs Women
2. School's Out (Alice Cooper Cover)
3. Transylvanian Transmissions

## Personal
Música
- Rob Zombie-Vocalista/Letras
- John 5-Guitarrista
- Piggy D.-Bajista
- Tommy Clufetos-Baterista
- Joey Jordison-Baterista en canciones 1,8,14 (en la reedición)
- Tyler Bates-Arreglos de cuerdas
- Chris Baseford-Tecladista

Grabaciones y Otros
- Producido por Rob Zombie
- Grabado y mezclado por Chris Baseford
- Grabado y mezclado en The Chop Shop, Hollywood, California
- Dirigido por Tom Baker
- Administrado por Andy Gould (para Spectacle Ent. Group)
- Libro-John Dittmar
- Legalización-Jeffrey Light (para Myman, Abell, Fineman, Fox, Greenspan & Light)
- Negociaciones-Scott Adair (London & Co.)

Arte y Diseño
- Diseño-Dan Brereton, Alex Horley, David Hartman y Sam Shearon.
- Fotografía-Piggy D. (incluye la portada)
- Fotografía, dirección de arte y diseño del paquete-Rob Zombie
- Fotografía y maquillaje-Wayne Toth
- Maquillaje-Bart Mixon

- Datos: Q734013